# Медикейд
Медикейд або Медікейд (англ. Medicaid) — американська державна програма медичної малозабезпеченим категоріям населення. Здійснюється на рівні штатів за підтримки федеральної влади. Медична допомога надається особам, які перебувають за офіційною межею бідністю. Медикейд заснована відповідно до закону Керра-Міллса 1960 г. (Kerr — Mills Act).

## Опис
Допомога в рамках програми надається громадянам США і іноземцям, які постійно проживають в США на законних підставах. Бідність людини сама по собі не є достатнім критерієм для надання допомоги в рамках програми Медикейд. Істотну частину учасників програми становлять діти з сімей з низьким рівнем доходів або в цілому їхні сім'ї. Найбільші витрати йдуть на тих, хто тривалий час перебуває в будинках для людей похилого віку, а також на медичну допомогу інвалідам. У найближче десятиліття очікується істотне зростання витрат за цією програмою, так як до солідного віку наближаються американці з покоління бебі-бумерів (що народилися відразу після Другої Світової війни). Якщо програма «Медикер» повністю підтримується американцями, так як з працівників стягується податок на прибуток, і по виходу на пенсію вони отримують необхідну допомогу, то Медикейд є, по суті, благодійною програмою, і тому не дуже активно підтримується американцями.
За даними уряду США, програма Медикейд надала медичні послуги більш ніж 46 мільйонам людей у 2001 році. У 2002 році в Медикейд налічувалося 39,9 мільйонів американців, найбільша група — діти (18,4 мільйона або 46 %). У 2004 році послугами Медикейд скористувалися близько 43 мільйонів американців (із них 19,7 мільйонів — діти) загальною вартістю 295 мільярдів доларів. У 2008 році Медикейд забезпечила охорону здоров'я та послуги приблизно для 49 мільйонів дітей з низьким рівнем доходу, вагітних жінок, людей похилого віку та інвалідів.